# وحید علی‌آبادی
وحید علی‌آبادی (زاده ۱ اسفند ۱۳۶۸ - همدان) یک بازیکن فوتبال اهل ایران است.